# Monametsi Kelebale
Monametsi Kelebale (ur. 15 lipca 1981) – botswański piłkarz grający na pozycji lewego obrońcy. Jest zawodnikiem klubu Nico United.

## Kariera klubowa
Kelebale jest piłkarzem klubu Nico United.

## Kariera reprezentacyjna
W 2012 roku Kelebale został powołany do reprezentacji Botswany na Puchar Narodów Afryki 2012.